# 第24回イスラエル議会総選挙
第24回イスラエル議会総選挙（だい24かいイスラエルぎかいそうせんきょ、ヘブライ語: הבחירות הכלליות לכנסת ה -24）は、2021年3月23日にイスラエルで行われたクネセト議員の総選挙である。今回の総選挙は2019年からの足掛け3年間で4度目である。選挙後の2021年6月2日にイエシュ・アティッドの党首・ラピドとヤミナの党首・ベネットは内閣のローテーション（英語: Rotation government）を行うことで合意し、6月13日にこれが承認された。

## 概説
2020年に成立したリクードと青と白による連立政権は、次の選挙は内閣宣誓式の3年後までに行われることとし、選挙の期限を2023年の5月23日とした。しかし、クネセト規則に基づくと、2020年12月23日までに政府予算案が通らなければ、クネセトを解散しなければならない上に、2021年3月23日を期限として総選挙が行われる運びとなってしまう。
2020年12月2日、クネセトは賛成61票、反対54票で議会解散の予備選挙を可決した。さらに12月21日、議会解散を阻止する法案も賛成47票、反対49票で否決された。加えて、予算案が前述の期限を過ぎても通らなかったことも重なり、連立政権の崩壊は決定的となった。クネセト規則に基づくと総選挙は解散後90日以内におこなわれることになっているため、クネセトは次回の選挙を2021年3月23日に行うこととした。BBCはネタニヤフ首相は野党から大きな挑戦を突き付けられたと報じた。

## 選挙データ

### 内閣
- 選挙時：第5次ネタニヤフ内閣（第35代）
  - 首相：ベンヤミン・ネタニヤフ
- 選挙後：ベネット内閣（第36代）
  - 首相：ナフタリ・ベネット

### 解散日
- 2020年12月23日

### 投票日
- 2021年3月23日

### 改選数
- 120

### 選挙制度
- 厳正拘束名簿式比例代表制

得票率3.25%未満の政党には議席を配分しない阻止条項が規定されている。
投票方法
秘密投票、単記投票、1票制
選挙権
満18歳以上のイスラエル国民
被選挙権
満21歳以上のイスラエル国民
登録有権者数
6,578,084

## 世論調査
以下のグラフは2020年イスラエル議会議員選挙から今回の選挙までの政党支持率をイスラエル国内での4つの移動平均で示したものである。

## 選挙結果

### 党派別獲得議席
| 政党／選挙連合           | 政党／選挙連合           | 獲得 議席 | 増減     | 得票数    | 得票率 |
| ------------------------ | ------------------------ | --------- | -------- | --------- | ------ |
|                          | リクード                 | 30        | 7        | 1,066,892 | 24.14% |
|                          | イェシュ・アティッド     | 17        | 4        | 614,112   | 13.93% |
|                          | シャス                   | 9         | 増減なし | 316,008   | 7.17%  |
|                          | 青と白                   | 8         | 4        | 292,257   | 6.63%  |
|                          | ヤミナ                   | 7         | 4        | 273,836   | 6.21%  |
|                          | イスラエル労働党         | 7         | 4        | 268,767   | 6.09%  |
|                          | ユダヤ・トーラ連合       | 7         | 増減なし | 248,391   | 5.63%  |
|                          | イスラエル我が家         | 7         | 増減なし | 248,370   | 5.63%  |
|                          | 宗教シオニスト党         | 6         | 4        | 225,641   | 5.12%  |
|                          | 共同リスト               | 6         | 5        | 212,583   | 4.82%  |
|                          | 新しい希望               | 6         | 新党     | 209,161   | 4.74%  |
|                          | メレツ                   | 6         | 3        | 202,218   | 4.59%  |
|                          | 統一アラブリスト         | 4         | 増減なし | 167,064   | 3.79%  |
|                          | 新経済党                 | 0         | 新党     | 34,883    | 0.79%  |
|                          | Rapeh only Health        | 0         | 新党     | 17,346    | 0.39%  |
|                          | 海賊党                   | 0         | 増減なし | 1,309     | 0.03%  |
|                          | 私とあなた               | 0         | 増減なし | 1,291     | 0.03%  |
|                          | 変化への希望             | 0         | 新党     | 1,189     | 0.03%  |
|                          | ソーシャル・バン＝年金者 | 0         | 新党     | 811       | 0.02%  |
|                          | ミシュパト・ゼデック     | 0         | 増減なし | 729       | 0.02%  |
|                          | ツォメット               | 0         | 増減なし | 663       | 0.02%  |
|                          | アム・シャレム           | 0         | 新党     | 592       | 0.01%  |
|                          | 新しい秩序               | 0         | 増減なし | 514       | 0.01%  |
|                          | カーマ                   | 0         | 増減なし | 486       | 0.01%  |
|                          | 不可能から可能へ         | 0         | 新党     | 463       | 0.01%  |
|                          | ユダヤの心               | 0         | 増減なし | 443       | 0.01%  |
|                          | Atzmeinu                 | 0         | 新党     | 441       | 0.01%  |
|                          | 聖書ブロック             | 0         | 増減なし | 429       | 0.01%  |
|                          | 新しい世界               | 0         | 新党     | 429       | 0.01%  |
|                          | 一般的同盟               | 0         | 増減なし | 408       | 0.01%  |
|                          | ジ・イスラエル           | 0         | 新党     | 395       | 0.01%  |
|                          | ダーム労働者党           | 0         | 増減なし | 385       | 0.01%  |
|                          | 社会的指導               | 0         | 増減なし | 256       | 0.01%  |
|                          | 新しい時代とともに       | 0         | 新党     | 253       | 0.01%  |
|                          | ヘッツ                   | 0         | 新党     | 226       | 0.01%  |
|                          | 私たち                   | 0         | 新党     | 220       | 0.00%  |
|                          | 人間の尊厳               | 0         | 増減なし | 196       | 0.00%  |
| 総数                     | 総数                     | 120       | 増減なし | 4,410,052 | 100.0% |
| 有効票数（有効率）       | 有効票数（有効率）       | -         | -        | 4,410,052 | 99.41% |
| 無効票・白票数（無効率） | 無効票・白票数（無効率） | -         | -        | 26,313    | 0.59%  |
| 投票者数（投票率）       | 投票者数（投票率）       | -         | -        | 4,436,365 | 67.44% |
| 棄権者数（棄権率）       | 棄権者数（棄権率）       | -         | -        | 2,141,719 | 32.56% |
| 有権者数                 | 有権者数                 | -         | -        | 6,578,084 | 100.0% |
| 出典：                   |                          |           |          |           |        |

## 選挙後
選挙後、ネタニヤフは第1党の党首として組閣する権限を大統領から委譲されたが、連立交渉に失敗し5月4日の期日までに組閣することができなかった。翌日、第2党の党首・ラピドに組閣の権限が委譲された。 5月下旬、ラピッドはヤミナ、青と白、イスラエル労働党、イスラエル我が家、新しい希望、メレツの連立入りを確約し、統一アラブリストとは組閣に協力することで合意した。さらに6月2日、統一アラブリストも連立内閣に入閣することで合意し、6月13日にベネット・ラピド内閣を正式に発足させた。